# 独立愚連隊
『独立愚連隊』（どくりつぐれんたい）は、1959年に製作された岡本喜八監督の戦争アクション映画。モノクロ、シネマスコープ、パースペクタ立体音響。ヒットしてシリーズ化された。

## 概要
監督・脚本の岡本喜八、主演の佐藤允にとっては本作品が出世作となった。怪我によって現実感覚を失った大隊長を三船敏郎が演じた。ロケは御殿場で行われた。
西部劇へのオマージュに溢れ、戦中派の岡本監督が戦争の馬鹿馬鹿しさをテンポ良く表現している本作品はヒットした一方、公開時には好戦的、反中国的という批判を受けた。
1960年に製作された続編の『独立愚連隊西へ』は、批判を受けて極力死者を出さない作品となった。東宝ではその後西部劇タッチの戦争アクション映画が量産され、独立愚連隊二部作のあとに、その流れを汲んだ岡本監督の『どぶ鼠作戦』（1962年）、谷口千吉監督の『やま猫作戦』（1962年）など、いわゆる「作戦シリーズ」計4本が作られた。1965年に岡本が三船、佐藤主演で監督した大作『血と砂』まで含めて7本を一連のシリーズと捉える見方もある。
併映は宝田明主演・千葉泰樹監督の『若い恋人たち』。

## あらすじ
昭和19年、北支戦線の将軍廟という町に荒木と名乗る従軍記者が現れた。彼は大久保という見習士官の死に興味を抱き、彼の最期の場所である独立第九〇小哨を訪ねる。

## キャスト
- 荒木（従軍記者）：佐藤允
- トミ（慰安婦）：雪村いづみ
- 藤岡  (中尉、副官)  : 中丸忠雄
- 丹羽（少尉、軍旗旗手）：夏木陽介
- ヤン小紅（馬賊の妹）：上原美佐
- 中村（独立90小哨下士勤兵長）：江原達怡
- 酒井（曹長、指揮班長）：南道郎
- 石井（軍曹、独立90小哨哨長）：中谷一郎
- （運転兵）：ミッキー・カーチス
- 花子（慰安婦）：中北千枝子
- あけみ（慰安婦）：横山道代
- 梅子（慰安婦）：塩沢とき
- 山岡（少尉）：瀬良明
- 錫九（馬賊の一味）：沢村いき雄
- 立花（慰安所）：谷晃
- 細川（独立90小哨一等兵）：山本廉
- （万年一等兵）：堺左千夫
- 白井（独立90小哨一等兵）：中山豊
- 神田（独立90小哨一等兵）：桐野洋雄
- 杉本（営倉の一等兵）：笠原健司
- 大久保（見習士官）：上村幸之
- 山田彰
- 岩本弘司
- 堤康久
- （補充兵）：宇野晃司
- 若松明
- 三浦敏男
- 岩本弘
- 小川安三
- 大門弘治
- （めしあげの兵）：リッキー中山
- ジェリー藤尾
- 大塚（城壁の二等兵）：手塚茂夫
- 権藤幸彦
- 鈴木治夫
- 橘正晃
- 伊原徳
- 伊藤実
- 渋谷英男
- 砂川繁視
- 成田孝
- 坂本晴哉
- 篠原正記
- 金沢重勝
- 小沢一朗
- 荒木保夫
- 越後憲三
- 大前亘
- 加藤茂雄
- 細川隆一
- 酒井富士雄
- 川村郁夫
- 古田俊彦
- 永島憲
- 小玉清（児玉清）
- 田中浩
- 直木明
- 原千恵子
- 佐渡絹代
- 高野文子
- 沖美智子
- 陸軍兵[4]：中島春雄
- ヤン亜東（馬賊の兄）：鶴田浩二
- 児玉（大尉、大隊長）：三船敏郎

## スタッフ
- 製作：田中友幸
- 音楽：佐藤勝
- 撮影：逢沢譲
- 美術：阿久根巌
- 録音：渡会伸
- 照明：西川鶴三
- 編集：黒岩義民
- 助監督：竹林進
- 製作担当者：鈴木政雄
- スチール：田中一清
- 整音：下永尚
- 現像：東宝現像所
- 脚本・監督：岡本喜八